# لگد (فیلم ۲۰۱۴)
«هیجان» (انگلیسی: Kick) یا شور فیلمی هندی در سبک اکشن است که در سال ۲۰۱۴ منتشر شد.در این فیلم سلمان خان، ژاکلین فرناندز، راندیپ هودا، نوازالدین صدیقی، میتون چاکرابورتی، سراب شوکلا، راجیت کاپور، آرچانا پوران سینگ و سومونا چاکراوارتی ایفای نقش کردند.

## داستان
دویل(سلمان خان) دزدی نقابدار است که از افراد خلافکار دزدی می کند و هیمانشو تیاگی(راندیپ هودا) پلیسی است که او را تعقیب می کند اما هربار دویل موفق می شود فرار کند و حتی وقتی دویل بدون نقاب در کنار مامور پلیس هم هست و حتی او را بغل می کند هم هیمانشو تیاگی نمی‌تواند او را شناسایی کند.
در پایان هیمانشو تیاگی متوجه می شود دویل این سرقت ها را برای کمک به کودکان سرطانی انجام می دهد چون شیو گاجرا(نوازالدین صدیقی) رئیس بیمارستانی است که وقتی دویل از او برای کمک به کودکان پول خواسته او را تحقیر کرده است، از آن پس دویل تصمیم گرفته با سرقت از چنین خلافکارانی به کودکان سرطانی کمک کند.در پایان داستان در یک درگیری بین دویل و شیو گاجرا ، دویل موفق می شود شیو را بکشد.